# Topograaf (optometrie)

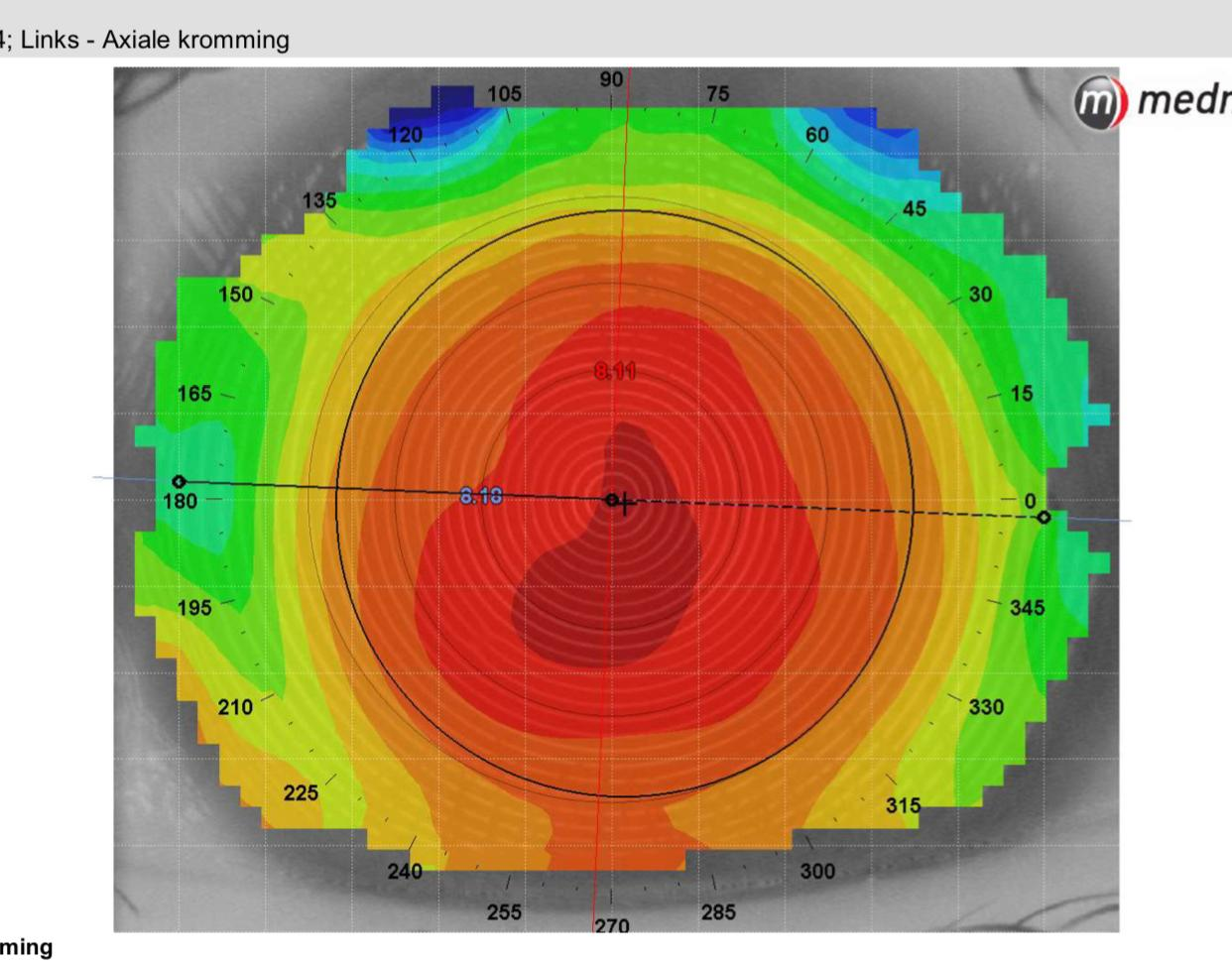
Topografie-beeld van een oog

Een topograaf is in de optometrie een instrument dat een zeer nauwkeurige driedimensionale scan maakt van de kromming van het hoornvlies. Dit instrument wordt gebruikt voor nadere bestudering van het hoornvlies om zo veranderingen en afwijkingen aan het hoornvlies goed te kunnen ontdekken en in kaart te brengen. Met name bij het aanmeten van contactlenzen is dit van belang, zodat een juiste passing gerealiseerd kan worden. Ook na een laserbehandeling kan de topograaf zichtbaar maken wat er met het hoornvlies is gebeurd.

## Werking

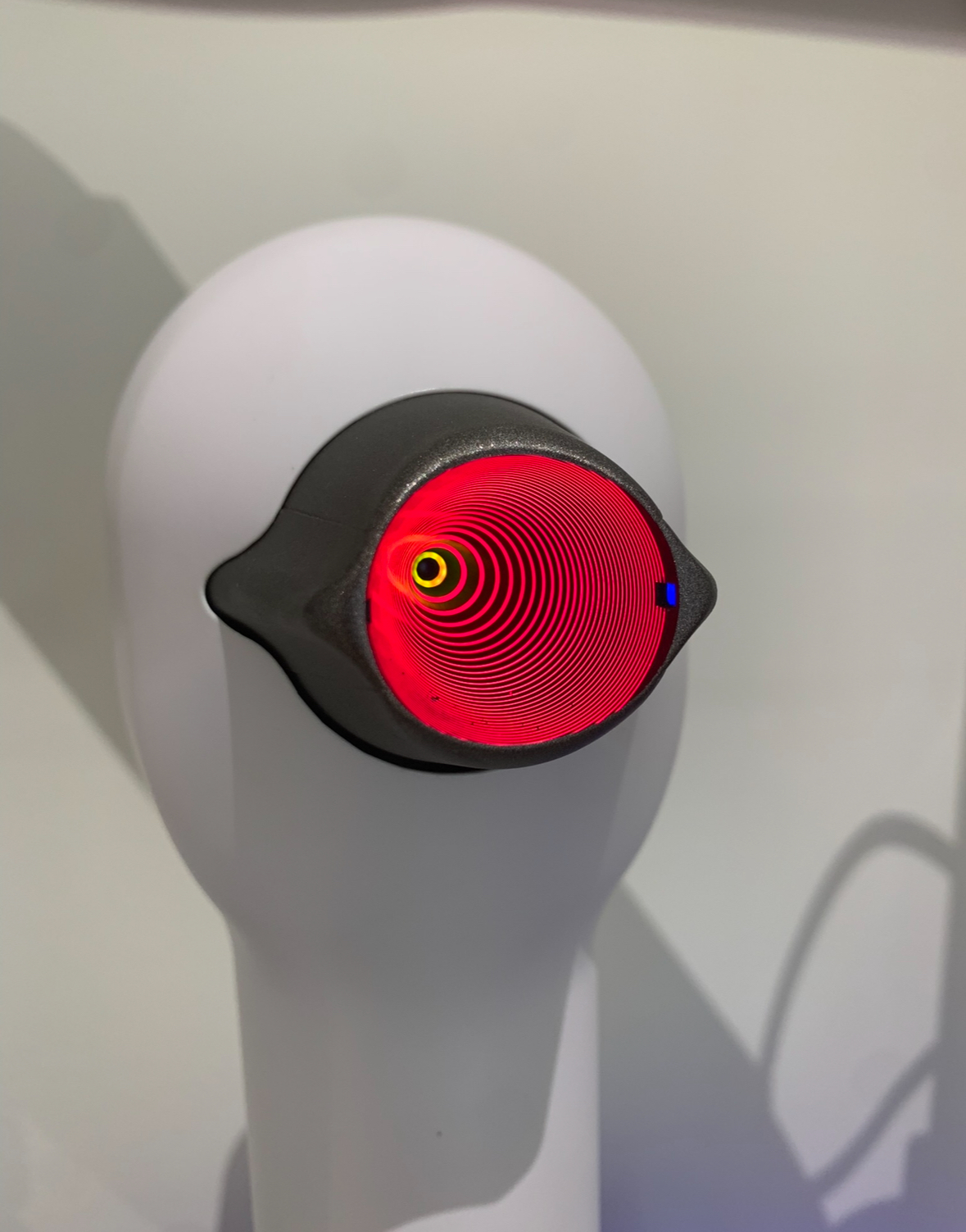
De patiënt ziet een aantal rode lichtgevende ringen. De reflecties hiervan worden door de camera opgevangen

De topograaf projecteert middels een aantal lichtgevende ringen (Placidoringen, vernoemd naar de Portugese oogarts António Plácido) een patroon op de traanlaag op het hoornvlies. De reflecties die hierdoor ontstaan worden op meer dan 2000 punten opgemeten en door de computer omgerekend naar een soort hoogtekaart. Hierbij wordt aangenomen dat de traanfilm de vorm van het hoornvlies zelf volgt, waardoor deze in kaart gebracht kan worden.